# 毛阿达塞拉
毛阿达塞拉是巴西巴拉那州的一个市镇。总面积108.324平方公里，总人口8268人，人口密度76.3人/平方公里。